# Klipphausen
Klipphausen är en kommun och ort i Landkreis Meissen i förbundslandet Sachsen i Tyskland. Kommunen har cirka 10 000 invånare.